# 松本金寿
松本 金寿（まつもと きんじゅ、旧字体：松󠄁本 金壽、1904年7月21日 - 1984年6月22日）は、日本の心理学者、教育学者、東北大学名誉教授。

## 略歴
栃木県出身。1930年東京帝国大学文学部心理学科卒。東京帝国大学研究嘱託。日本心理学会嘱託、日本女子大学校児童研究所所員として、『心理学研究』編集。1936年児童学研究会の結成に参加。さらに1937年からは教育科学研究会言語教育研究部会の中心となった。さらに保育問題研究会における言語・童話等の研究部会の責任者を務めた。1938年より日本少年指導会研究部員。同年より法政大学予科講師。その後、1940年に第四高等学校教授、1949年に金沢大学法文学部心理学講座の初代教授就任。金沢大学在職中に北陸心理学会を創設。1951年東北大学発達心理学講座の初代教授就任。1957年より1963年まで駒澤大学教授兼務。1963年ソビエト心理学会長の招待によりソビエト心理学会第2回大会へ出席。1965年にソビエト心理学研究会を創設。同年より1975年まで同会会長を務める。1968年に東北大学を定年退官。同年より立正大学教授、中央大学法学部講師。1975年に中央大学を定年退職。1977年に立正大学を定年退職。
児童語の分析に基づく心理学から研究を開始し、身体障害児、知的障害児等特殊児童、行動異常児、青少年不良化を研究。道徳教育に関する見解を集約し、大学自治や中央教育審議会等に寄与する研究を行った。また、民主主義科学者協会心理学部会、ソビエト心理学研究会の運営に参加した。

## 論文
- 「兒童の言語」『敎育科學』 第19冊 1933
- 「漢字の可讀性について」『心理学研究』 第12巻 3号 1937
- 「學習事態の一考察」『學習研究』 第16巻 8号 1937
- 「漢字の摸寫について」『心理学研究』 第13巻 5号 1938
- 「漢字の摸寫について」 (補遺) 『心理学研究』 第13巻 6号 1938
- 「武政太郎氏著『發達心理學』」『心理学研究』 第13巻 6号 1938
- 「心理學の術語について」（倉石精一、續有恒と共著）『心理学研究』 第14巻 1号 1939
- 「新教育発展への道」『社會と學校』 第3巻 2号 1949
- 「日本における教師の社会経済的背景」『日本教育学会大會研究発表要項』 第12巻 1953
- 「天才敎育の基本的諸問題」『敎育技術』 第8巻 4号 1953
- 「僻地教育の現状とその対策」（対村恵祐、竹内利美、佐々木徹郎、塚田毅、宮川知彰と共著）『日本教育学会大會研究発表要項』 第13巻 1954
- 「大学入試問題の基本的考察」『日本教育学会大會研究発表要項』 第15巻 1956
- 「新聞記事からみた教育委員の任命問題」『敎育技術』 第11巻 10号 1956
- 「国民教育会議の提案」『敎育技術』 第11巻 12号 1957
- 「遡向抑制に及ぼす学習形式の影響」（本川綿子と共著）『教育心理学研究』 第5巻 1号 1957
- 「文科優先的教育環境の克服を―日本の技術教育の進路」『敎育技術』 第12巻 8号 1957
- 「勤務評定をめぐる諸問題(座談会)」（松本他）『労働法律旬報』 第294号 1957
- 「学生相談所に関する調査報告」（塚田毅、宮川知彰、寺田晃、佐藤健、橘寿郎、野呂正、佐竹宣夫と共著）『日本教育学会大會研究発表要項』 第17巻 1958
- 「教育における国家基準」『教育』 第8巻 11号 1958
- 「教員養成制度の行方―中教審答申のねらい」『世界』 第162号 1959
- 「小学校理科教育法に関する研究―各教科教育法に関する教育心理学的研究VII(理科その2) （塚田毅、宮川和彰、樋口伸吾、寺田晃、橘寿郎と共著）『教育心理学研究』 第7巻 1号 1959
- 「教育的事実とは何か―日本における教育諸科学、特に教育心理学の基底に関連して」『教育心理学研究』 第7巻 4号 1960
- 「学業成績を規定する諸要因についての総合的研究 第4報告I.研究経過 日本教育心理学会第2回総会報告 研究発表要旨および討論の概要 学力」『教育心理学研究』 第8巻 3号 1960
- 「職業としての心理学 (I)」（宮川知彰、野呂正と共著）『日本教育学会大會研究発表要項』 第20巻 1961
- 「大学制度の諸問題(討議要録)」（家永三郎、梅根悟、勝田守一、城戸幡太郎、寺崎昌男、馬場四郎、真下健、三井為友と共著『教育学研究』 第29巻 1号 1962
- 「大学制度研究委員会報告 教員養成大学の現況と問題」（真下健、清水幸正、山崎真秀と共著）『日本教育学会大會研究発表要項』 第21巻 1962
- 「職業としての心理学 方法(I)問題と方法(II)その歴史と現状」（宮川知彰、野呂正、柴田薫と共著）『教育心理学年報』 第1巻 1962
- 「ソビエト教育学研究会編『ソビエト教育学研究』書評」『ソビエト教育科学』 第2号 1962
- 「わが国の高等教育と私学―大学管理法案との関連を中心として」『駒澤大學文學部研究紀要』 第21号 1962
- 「これ以上、何を管理するのか―大学はすでに支配されている」『エコノミスト』 第40巻 40号 1962
- 「わが国における大学存立の基礎―大学管理以前と以後の問題」『教育評論』 第131号 1962
- 「文部省中学校一せい学力調査問題の分析 (日本教育心理学会第4回総会部門別研究発表要旨・討論の概要 : 14. 学力・学力テスト) 」（城戸幡太郎、高桑康雄、山本晴雄、相馬勇、佐藤興文、肥田野直と共著）『教育心理学年報』 第2巻 1963
- 「教育心理学的観点からみた東北地方の児童と青年」『教育心理学年報』 第2巻 1963
- 「経過ならびに討論の概要」（小室庄八、佐藤俊昭と共著）『教育心理学年報』 第2巻 1963
- 「人材開発への道」「大学制度研究委員会研究報告―工業教員養成所の進行状況 第一次中間報告」『日本教育学会大會研究発表要項』 第22巻 1963
- 「ソ連にみる人材開発」『エコノミスト』 第41巻 40号 1963
- 「青年期の特徴を規定する諸要因に関する研究 青年期研究法に関する一試案(2)(2 発達)」（宮川知彰、小松教之、秋葉英則、千葉堯と共著）『日本教育心理学会総会発表論文集』 第6巻 1964
- 「工業教員養成所の実績」『日本教育学会大會研究発表要項』 第24巻 1965
- 「アメリカ心理学界の現況」『思想』 第496号 1965
- 「北海道・東北地方における青年の社会的進路  (1)問題と方法(h.青年II,2.発達心理)」（宮本実と共著）『日本教育心理学会総会発表論文集』 第8巻 1966
- 「教育のゆがみと家庭教育 (現代の家庭教育)」『日本教育学会大會研究発表要項』 第25巻 1966
- 「発達心理 h 青年II(日本教育心理学会第8回総会部門別研究発表題目・討論の概要)」（宮本実、秋葉英則、星武、千葉堯、木村進、佐々木保行、渡辺俊彦、田中農夫男、塚野州一、松尾裕作、及川尚子、三宅和夫、宮川知彰、小室庄八、佐藤俊昭と共著）『教育心理学年報』 第6巻 1967
- 「戦後教育心理学の反省」（依田新、沢田慶輔、続有恒、三木安正と共著）『教育心理学年報』 第7巻 1968
- 「大学の自治と学生の自治-1-」『立正大学文学部論叢』 第32号 1968
- 「青少年の意識調査―最近における政府刊行物の意義」『日本教育学会大會研究発表要項』 第30巻 1971
- 「科学の使徒―チンパンジー研究の意義」『立正大学文学部論叢』 第41号 1972
- 「教育の領域から(創造性開発の方途)」『教育心理学年報』 第12巻 1973
- 「日本の私立大学―直面する基本問題」『日本教育学会大會研究発表要項』 第32巻 1973
- 「全体シンポジウム 創造性開発の方途」I 全体シンポジウム: 創造性開発の方途（園原太郎、湯川秀樹、鈴木鎮一、穐山貞登と共著）『教育心理学年報』 第13巻 1974
- 「生井教授の急逝を悼む」『立正大学文学部論叢』 第52号 1975
- 「教育と評価理論―学力評価を中心にして」『教育学研究』 第42巻 2号 1975
- 「教職課程とは何か」『立正大学文学部論叢』 第55号 1976
- 「教職の専門性とは何か」『立正大学文学部論叢』 第57号 1977
- 「戦争と子ども 日本の場合(社会4、研究発表)」『日本教育心理学会総会発表論文集』 第20巻 1978
- 「『国際児童年』に寄せて」『児童心理』 第33巻 1号 1979
- 「教育反動化の現段階」『文化評論』 第214号 1979
- 「社会4(部門別研究発表題目・質疑応答・討論の概要)」（加藤隆勝、稲越孝雄、田中潜次郎、安塚俊行、稲田準子と共著）『教育心理学年報』 第18巻 1979

## 著書
- 『児童語の表現―國語表現學』明治書院 1934
- 師範大學講座 國語研究『テニヲハの心理學的研究―全』建文館 1935
- 『國語形態論序説―國語表現學』明治書院 1935
- 『石川県民の生態』宇都宮書店 1949
- 『青少年不良化の実態―原因と対策』牧書店 1950
- 『青年の理想と社会の現実』中山書店 1954
- 『教育はどこへ―戦後教育の診断』講談社 1960
- 日本教育学会第24回大会報告資料『工業教員養成所の実績』1965

## 共編著
- 岩波講座國語教育『國語教育の方法的機構、國語教育の実際的機構』岩波書店 1930
- 岩波講座國語教育『兒童論』岩波書店 1936
- 北陸心理学会石川県支部編『現代心理学の主要文献目録』福音館 1949
- 『現代心理学と教育―歴史と展望』牧書店 1950
- 東北大学編『体育の基礎科學』東北大学 1952
- 日本応用心理学会編『発達心理』中山書店 1954
- 『現代心理学体系』全14巻 共立出版 1957～1958
- 『朝倉心理学講座2―児童心理学』講談社 1964
- 『特殊児童双書』全5巻 明治図書 1966
- 『現代ソビエト心理学』（金子隆芳、鈴木治、世良正利、松野豊、守屋光雄と共編）明治図書 1966
- 『わが国における創造性の研究に関する諸文献』（肥田野直、 穐山貞登と共編）日本文化科学社 1973
- 『現代心理学双書』全10巻 新読書社 1974
- 『現代心理学双書第7巻―教育心理学』（佐々木保行、 秋葉英則、佐々木宏子と共著）新読書社 1974
- 『日本の学術体制』（宮原将平と共編著）時事通信社 1975
- 『ソビエト心理学邦訳書目録』（田代泰子と共編）三友社 1977
- 『道徳教育の理論と実際』（柴田義松と共編）国土社 1980
- 『理科教育の理論と実際』（柴田義松と共編）国土社 1983
- 『図工科教育の理論と実際』（柴田義松と共編）国土社 1983
- 『算数科教育の理論と実際』（柴田義松と共編）国土社 1983

## 記念論集
- 『光風―松本金寿先生遺稿』松本金寿教授古稀記念事業会 1985